# The Shallows
The Shallows is een Amerikaanse thriller uit 2016, geregisseerd door Jaume Collet-Serra. De hoofdrol wordt vertolkt door Blake Lively.

## Plot
Nancy Adams, een studente geneeskunde, reist naar de plek in Mexico waar haar moeder graag ging surfen toen die zwanger was van Nancy. Ze wil zo haar overleden moeder beter leren kennen. Terwijl ze surft wordt ze aangevallen en in haar been gebeten door een witte haai. Ze kan zich in veiligheid brengen, eerst op het aangevreten karkas van een walvis, die aangespoeld voor de kust ligt, later op een rots om daar op hulp te wachten. Ze moet de nacht op de rots doorkomen en heeft daarbij het gezelschap van "Steven Seagull", een meeuw met een gebroken vleugel. De haai blijft in de buurt, en doodt een aantal anderen die het water ingaan. Met veel geluk kan Nancy aan de haai ontsnappen en hem daarbij ook doden. Ze blijft zelf buiten bewustzijn in laagwater liggen tot ze gevonden wordt door Carlos, een local, werkzaam in de toeristenbranche, die haar twee dagen eerder ook aan het strand had afgezet. Nancy keert terug naar huis in Texas en kan met haar vader en haar zus Chloe het verlies van hun moeder en vrouw een plaats geven.

## Rolverdeling
- Blake Lively als Nancy Adams
- Óscar Jaenada als Carlos
- Brett Cullen als Mr. Adams
- Sedona Legge als Chloe Adams
- Sully Seagull als Sully 'Steven' Seagull (de zeemeeuw)
- Angelo José Lozano Corzo als surfer 1
- José Manuel Trujillo Salas als surfer 2
- Pablo Calva als Miguel
- Diego Espejel als dronken man
- Janelle Bailey als Mrs. Adams

## Productie
De film werd gedraaid in New South Wales en op Lord Howe-eiland in Australië.